# جیک ویری
جیک ویری (به انگلیسی: Jake Weary) (زاده ۱۴ فوریهٔ ۱۹۹۰) بازیگر آمریکایی است.
از فیلم‌های معروف او می‌توان به بازی در فیلم ترور یک رئیس دبیرستان ، فرد: نمایش ، فرد: فیلم ، فرد ۲: شبی که فرد زنده شد، فرزند خواندگی مرگبار، کیک تولد، هشدار شلیک، اندازه انتقام و فرد ۳ اشاره کرد.